# Замаровце
Замаровце (слч. Zamarovce) насељено је мјесто са административним статусом сеоске општине (слч. obec) у округу Тренчин, у Тренчинском крају, Словачка Република.

## Становништво
| Година:    | 1994. | 2004.    | 2014.    | 2024.    |
| ---------- | ----- | -------- | -------- | -------- |
| Број људи: | 635   | 763      | 970      | 1174     |
| Разлика:   |       | +20,15 % | +27,12 % | +21,03 % |

| Година:    | 2023. | 2024.   |
| ---------- | ----- | ------- |
| Број људи: | 1178  | 1174    |
| Разлика:   |       | -0,33 % |

Према подацима о броју становника из 2024. године насеље је имало 1174 становника.